# كريس إنجلر
كريس إنجلر (بالإنجليزية: Chris Engler)‏ مواليد 1 مارس 1959 في ستيلووتر، هو لاعب كرة سلة أمريكي سابق. بدأ مسيرته الاحترافية في سنة 1982. تم اختياره من قبل فريق غولدن ستايت ووريورز خلال الدرافت. يبلغ طوله 6 قدم 11 بوصة (2.1 م). اعتزل اللعب في 1992.

## المسيرة الاحترافية
لعب مع غولدن ستايت ووريورز من سنة 1982 إلى 1984، ثم لعب مع بروكلين نتس في موسم 1984–1985، ثم لعب مع شيكاغو بولز في سنة 1985، ثم لعب مع ميلووكي باكز في سنة 1985، ثم لعب مع بورتلاند ترايل بلايزرز في سنة 1986، ثم لعب مع ميلووكي باكز في موسم 1986–1987، ثم لعب مع بروكلين نتس من سنة 1986 إلى 1988.

## روابط خارجية
- كريس إنجلر على موقع إن بي أي (الإنجليزية)
- كريس إنجلر على موقع سبورتس رفرنس (الإنجليزية)
- كريس إنجلر على موقع كلية كرة السلة في سبورتس رفرنس.كوم (الإنجليزية)
- كريس إنجلر على موقع ريلجم (الإنجليزية)
- كريس إنجلر على موقع بروبوليرز (الإنجليزية)